# Лобанов-Ростовский, Алексей Борисович
Князь Алексе́й Бори́сович Лоба́нов-Росто́вский (18 (30) декабря 1824, Воронежская губерния — 18 (30) августа 1896, станция Шепетовка, Ровенский уезд, Волынская губерния) — русский дипломат и генеалог. Рюрикович из рода Лобановых-Ростовских; сенатор (1867), статс-секретарь (1870), действительный тайный советник (1879).

## Биография
Сын камергера Бориса Александровича Лобанова-Ростовского, некоторое время владевшего усадьбой Пехра-Яковлевское, и жены его Олимпиады Михайловны, урождённой Бородиной. Племянник рязанского губернатора А. А. Лобанова-Ростовского. Старший брат Михаил был женат на дочери фельдмаршала Паскевича-Эриванского. Сам Алексей Борисович женат не был, детей не оставил.
Воспитывался в Царскосельском лицее, но закончил в 1844 году со второй (малой) золотой медалью уже Александровский лицей. На дипломатической службе с 1844 года. Был секретарём посольства в Париже (1847—1850), младшим (1850—1851), затем старшим секретарём миссии в Берлине (1851—1856), советником (1856—1858), затем поверенным в делах (1858—1859), затем чрезвычайным посланником и полномочным министром в Константинополе (1859—1863). Был удостоен придворных званий камер-юнкера (1849) и камергера (1859).
Временно ушёл из дипломатического ведомства в марте 1863 года. Назначен орловским гражданским губернатором (1866—1867), товарищем министра внутренних дел (1867—1878), причём временно управлял министерством в июле-октябре 1867 г. Председатель Комиссии «по делам о расколе» при МВД (1868—1869 и 1875 годах).
Вернулся на дипломатическую службу после Русско-турецкой войны. Был чрезвычайным и полномочным послом в Константинополе (1878—1879), Лондоне (1879—1882) и Вене (1882—1895). 6 (18) января 1895 года назначен послом в Берлин, но, не успев вступить во исполнение этих обязанностей, 26 февраля (10 марта) того же года призван на пост министра иностранных дел.
Подписал 27 января (8 февраля) 1879 г. Константинопольский мирный договор между Россией и Турцией.
Один из инициаторов дипломатического выступления России, Германии и Франции, заставивших Японию смягчить условия Симоносекского договора с Цинской империей (1895 г.). Принимал участие в разработке русско-китайского договора о союзе и строительстве Китайско-Восточной железной дороги, а также в подписании соглашения с Японией (протокол Лобанова-Ямагата, 1896).
Похоронен в родовой усыпальнице в Знаменской церкви Новоспасского монастыря.

## Картины, посвященные деятельности
- Подписание Константинопольского мирного договора 1879 г.  Османский министр иностранных дел Александр-паша Каратеодори (слева) и князь А. Б. Лобанов-Ростовский.  Худ. Марина Русева. Варна. 2018. Дар Н. Д. Лобанова-Ростовского Историческому музею в Софии.
- Подписание российско-китайского секретного договора о союзе и постройке КВЖД. Сидят, слева направо: князь А. Б. Лобанов-Ростовский, С. Ю. Витте, посол Китая Ли Хунчжан.  Худ. Марина Варенцова-Русева. 2020. Дар Н. Д. Лобанова-Ростовского МИД РФ и авторская копия — Институту востоковедения РАН
- Переговоры министра иностранных дел А. Б. Лобанова-Ростовского с первым официальным послом Кореи в России Мин Ёнхваном. 1896 г. Худ. Марина Варенцова-Русева. 2021. Дар Н. Д. Лобанова-Ростовского МИД РФ и авторская копия — Институту востоковедения РАН
- Князь Алексей Борисович Лобанов-Ростовский принимает императора Иосифа в здании Посольства России в Вене и знакомит его с ходом строительства Храма Св. Нколая Чудотворца. 4 ноября 1894 г. Худ. Марина Варенцова-Русева. Варна. 2024. Дар Н. Д. Лобанова-Ростовского посольству РФ в Вене

## Исторические интересы
Любитель отечественной старины, князь Лобанов-Ростовский составил собрание книг, автографов и материалов по истории России, преимущественно XVIII столетия, в том числе собрание подлинных писем князя А. А. Безбородко к графу Н. И. Панину и сборники материалов, относящихся к истории царствования Павла I, о котором он составил обширное исследование, в продажу не поступившее. Во Франции Лобановым-Ростовским были изданы исследования о диаспоре французских легитимистов:
- «Mémoires du marquis de Vaudreuil» и
- «Histoire des émigrés».

В бытность свою товарищем министра внутренних дел князь Лобанов-Ростовский получил в своё исключительное пользование знаменитый архив князя П. В. Долгорукова. Из состава этого архива исторические анекдоты и другие неизданные документы П. Ф. Карабанова были им напечатаны в «Русской старине». Из того же собрания происходят 247 росписей дворянских родов, составивших «Русскую родословную книгу». Изданная первоначально в «Русской старине» в 1873—1876 гг. без имени автора, родословная книга вышла в 1895 г. вторым, совершенно переработанным и значительно дополненным изданием.
Лобанов-Ростовский владел также собранием портретов и монет, в котором особенно интересна коллекция русских монет, чеканенных в Кёнигсберге во время занятия его русскими войсками в ходе Семилетней войны (1758—1761). В коллекции князя находились две версии картины Луи Каравака «Портрет царевны Елизаветы Петровны в детстве» (сейчас — в коллекции Русского музея).

## Награды
- Орден Святой Анны 3-й степени (16.10.1850)
- Орден Святой Анны 2-й степени (12.05.1852)
- Императорская корона к ордену Святой Анны 2-й степени (14.04.1856)
- Орден Святого Владимира 3-й степени (15.11.1858)
- Орден Святого Станислава 1-й степени (27.05.1860)
- Орден Святой Анны 1-й степени (30.08.1861)
- Орден Святого Владимира 2-й степени (16.04.1872)
- Орден Святого Александра Невского (30.08.1874)
- Бриллиантовые знаки к ордену Святого Александра Невского (01.01.1878)
- Орден Святого Владимира 1-й степени (15.05.1883)
- Орден Святого Андрея Первозванного (09.04.1889)
- Бриллиантовые знаки к ордену Святого Андрея Первозванного (17.05.1895)

Иностранные:
- Турецкий орден Меджидие 1-й степени (1859)
- Черногорский орден князя Даниила I 1-й степени (1860)
- Турецкий орден Османие 1-й степени (1880)
- Австро-Венгерский Королевский венгерский орден Святого Стефана, большой крест (1884)
- Французский орден Почётного легиона, большой крест (1895)
- Сербский орден Белого орла 1-й степени (1896)
- Болгарский орден Святого Александра 1-й степени (1896)

## Сочинения
- Заметки к статье П. Н. Петрова: «Балакирев» // Русская старина, 1882. — Т. 35. — № 11. — С. 440.
- Принц Карл-Эрнест Курляндский в Бастилии. 8 января — 24 апреля 1768 г. // Русская старина, 1888. — Т. 57. — № 3. — С. 729—750.
- Русская родословная книга // Руниверс
- Перечень родов

## В литературе
- Пикуль В. С. Исторические миниатюры. Потомок Владимира Мономаха. — М.: АСТ; Вече, 2002. — ISBN 5-17-010666-1